# Devenilia
Devenilia là một chi bướm đêm thuộc họ Geometridae.

## Các loài
- Devenilia corearia (Leech, 1891)